# Kristie Lu Stout
Kristie Lu Stout (魯可蒂T, 鲁可蒂S, Lǔ KědìP; Filadelfia, 7 dicembre 1974) è una giornalista statunitense per CNN International. Ospita il programma Marketplace Asia.
In precedenza ha ospitato il notiziario quotidiano News Stream, che enfatizzava le notizie legate alla tecnologia, e il programma mensile di discussioni sulle notizie, On China.

## Biografia
Kristie Lu Stout è nata a Filadelfia, Pennsylvania, da padre europeo americano e madre cinese Han; di conseguenza, è cresciuta in una famiglia parzialmente di lingua cinese. Sua madre è nata a Taiwan da genitori del Guizhou.
Stout è cresciuta a Saratoga, in California,  e si è diplomata alla Lynbrook High School di San Jose, in California, dove è stata membro fondatore del Lynbrook Speech and Debate Club, e ha lavorato come modella da adolescente. Ha studiato giornalismo come studente universitario alla Stanford University, scrivendo per The Stanford Daily e KZSU. All'inizio degli anni '90, si è recata in Cina per imparare il cinese standard alla Tsinghua University è stata freelance per il South China Morning Post e ha lavorato a Sohu. Nel 1996 ha iniziato a lavorare come stagista editoriale presso Wired e nel 1997 si è laureata con un master in studi sui media a Stanford.

## Carriera

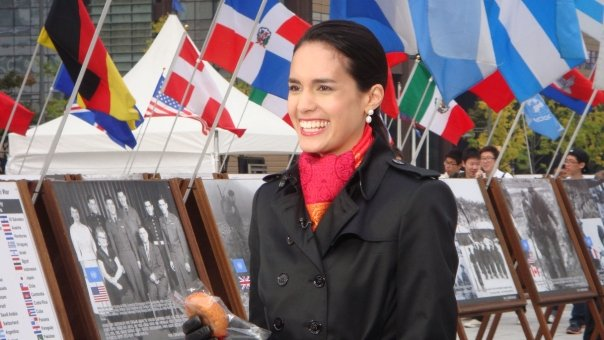
Stout nel 2009

Nel 2000, un produttore senior della CNN ha invitato Stout a lavorare come "reporter televisivo e dotcom" dopo averla ascoltata in un discorso su Internet in Cina al Foreign Correspondents 'Club, Hong Kong. A partire dal 2001, ha ospitato il quotidiano World Report che le è valso un Asian Television Award 2006 come miglior presentatrice e conduttrice di notizie quando ancora si chiamava CNN Today. Occasionalmente ospita anche il talk show Talk Asia. In precedenza ha ospitato il programma tecnologico della CNN Spark, il loro segmento quotidiano "Tech Watch" e il programma mensile Global Office. Dal 2010 al 2018, ha ospitato il principale programma in prima serata dell'Asia-Pacifico della CNNI News Stream con Kristie Lu Stout, fino a quando non è stato annullato a causa di tagli al budget.  Da allora si è concentrata sulla programmazione di lungometraggi, inclusi documentari ed eventi speciali. Ha sostituito anche Rosemary Church e Max Foster nelle loro edizioni di CNN Newsroom.

## Vita privata
Stout vive a Hong Kong con sua figlia, Arabella. È sposata con l'avvocato cinese malese Seung Chong (張偉頌).